# Grasshopper (cocktail)
Le Grasshopper (en français « sauterelle ») est un  pousse-café composé de crème, de crème de cacao et de crème de menthe, qui lui donne sa couleur verte.

## Recette[1]
- 3 cl de crème de cacao blanc
- 3 cl de crème de menthe verte
- 3 cl de crème fraiche